# Språkets ursprung
Språkets ursprung är ett mycket komplicerat problem, som genom tiderna kännetecknats av betydligt mer spekulationer än solida data. Alla olika folk idag på jorden har ett språk - men vi härstammar från människoapor som saknade språk. Alltså måste den mänskliga språkförmågan ha utvecklats någon gång under vår evolution. Detta måste ha hänt efter att vi gick skilda vägar från aporna, men innan dagens olika folkslag skildes åt i historien. Den lilla grupp afrikaner som vi alla härstammar ifrån innan vi lämnade Afrika för mer än 60 000 år sedan måste alltså redan då ha haft språkförmåga.

## Historisk bakgrund
Ända sedan de gamla grekerna har språkets ursprung diskuterats bland filosofer. Det första kända scenariot för hur språket kan ha uppstått har sannolikt Epicurus som upphovsman, ca. 300 f.Kr. Epicurus idé är i allt väsentligt behavioristisk, med stimulus och ljudrespons som tema. Under upplysningstiden på 1700-talet kom en blomstring av nya tankar om språket, med Condillac, Leibniz, Herder och Rousseau som några tunga namn. Under 1800-talet utvecklades lingvistiken som vetenskap, men forskning om språkets ursprung föll i vanrykte eftersom det i brist på hårda fakta mest blev spekulationer av det. År 1866 bannlyste Lingvistiska Sällskapet i Paris all vidare diskussion om språkets ursprung, och det tog mer än ett sekel innan ämnet blev respektabelt igen. Seriös forskning kom inte igång på allvar förrän 1990, stimulerad av en artikel av Pinker & Bloom

## Vilka fysiska och psykiska egenskaper krävs för att kunna använda språk?
Det är viktigt att hålla isär språk och tal. Språk är förmågan att bilda symboler och att tänka i metaforer, något som mycket väl kan vara äldre än tal. Även med förmåga till språk är tal en mycket komplicerad företeelse.
De teckenspråk som många döva använder är fullgoda språk, och det är inte alls säkert att talat språk historiskt utvecklades före teckenspråk.
Språk kräver att man dels har i huvudet de mentala och kognitiva redskap som språket kräver, och dels att man har möjlighet att både producera och ta emot språket, antingen som tal eller tecken eller något annat.
För att producera talat språk krävs däremot en hel del speciella anpassningar av talorganen, som inte återfinns hos apor:
- Struphuvudet behöver flyttas ner, för att få bättre möjligheter att forma en mångfald av språkljud.
- Medveten kontroll över talorganen, till skillnad från de automatiska procedurer som styr de flesta djurs läten, liksom skratt och andra svårstyrda ljud hos oss.[5]
- Förbättrad andningskontroll, så att vi kan modulera luftströmmen ur lungorna och få in många språkljud på ett andetag.[6]

För att använda språk överhuvudtaget krävs dessutom att man har en hjärna som kan hantera språk. Exakt vad detta innebär är omtvistat. Har vi ett medfött "språkorgan", eller använder vi vår allmänna intelligens även för att hantera språket? Det finns centra i hjärnan som är specialiserade på att förstå och skapa språk. En skada på Brocas område i hjärnans vänstra halva medför svårigheter att prata. Men samma och närliggande områden används även för att styra händerna när man gör komplicerade saker. Noam Chomsky hävdar att hjärnan har en speciell språkmodul, men språkförmågan kan också vara en sidoeffekt av en allmän mänsklig förmåga att lära och göra saker i en viss ordning.
("språkgenen" FOXP2 ska nämnas här...)

## Kommunikation hos djur
Alla sociala varelser har någon form av kommunikationssystem, från myrors doftspår till fåglars sång. Men det finns ingen uppenbar kontinuitet mellan dessa och mänskligt språk. Mänskligt språk är kombinatoriskt på två nivåer — det kombinerar ljud till ord och ord till meningar, och det har i princip oändliga kombinationsmöjligheter på båda nivåerna. Denna strukturella komplexitet används för att uttrycka semantisk komplexitet. Ett enda yttrande kan innehålla ett långt och komplext budskap. Fågelsång kan vara strukturellt komplex, men är semantiskt mycket enkel. Det innehåller knappast något djupare budskap. Andra djur har en repertoar av olika läten som är mera betydelsebärande, men dessa är aldrig strukturellt komplexa och kombineras inte till meningar. Det närmaste man kommer språk i djurvärlden är kanske markattors varningsläten. Dessa apor har flera olika läten som varnar för olika sorters rovdjur, och andra markattor flyr på ett sätt som beror på vilket varningsläte de hör — upp i träden om de hör "Varning för leopard!" och ner från träden om de hör "Varning för örn!".

### Kan man lära apor eller andra djur mänskligt språk?
Många fåglar kan lära sig att härma mänskligt tal, men utan att förstå innebörden. Många djur kan lära sig att förstå en uppsättning kommandon, som en hund som lär sig att sitta när man säger "Sitt!". Men inget av detta visar på någon egentlig språkförståelse. Åtskilliga experiment har gjorts genom åren där man har försökt lära olika djur, främst människoapor men även delfiner och papegojor, att använda språk i mera strikt mening. De flesta djuren har lärt sig lite grann, men forskare är inte ense om hur detta ska tolkas. Är det bara fråga om papegojhärmande och betingning, eller förstår djuren vad de säger?
Till att börja med kunde man konstatera att apor inte är anatomiskt kapabla att få fram mänskligt tal. Därför har man övergått till att försöka lära apor antingen teckenspråk eller olika specialkonstruerade symbolspråk. Liknande metoder har använts med delfiner.
Tre berömda "studenter":
- Schimpansen 'Kanzi'
- Gorillan 'Koko'
- Papegojan 'Alex'

## Hypoteser om språkets ursprung
Det finns en mångfald av hypoteser och idéer, mer eller mindre genomarbetade, och mer eller mindre spekulativa, om språkets ursprung. En seriös hypotes behöver förklara både när och hur och varför människan fick ett språk. Men den behöver även förklara varför schimpanser och andra apor inte har språk. Många hypoteser postulerar en förklaring som skulle vara precis lika giltig för vilken apa som helst, inte bara för oss.
Frågan om varför är mycket omfattande, och behandlas i ett eget avsnitt nedan.
Frågor kring när och hur kan klassificeras längs följande dimensioner:
- Tidigt eller sent? Utvecklades språket hos tidiga apmänniskor för miljoner år sedan, eller dök det upp först hos moderna människor för kanske 50 000 år sedan?

- Gradvis eller plötsligt? Utvecklades språket gradvis genom många mellanformer, eller gick vi plötsligt från aptjatter till mänskligt tal?

- Tal först eller tecken först? Idag är det mesta av vårt språk muntligt tal, men ett teckenspråk kan ha varit det första språket.

- Medfött eller inlärt? Har vi ett medfött språkorgan i huvudet, som då måste vila på biologisk genetisk grund, eller är språk något vi lär oss med vår allmänna intelligens och inlärningsförmåga?

- Evolutionär anpassning eller biprodukt? Har vår språkförmåga utvecklats evolutionärt och trimmats in av det naturliga urvalet just för språkliga syften, eller är den en biprodukt av någon annan aspekt av vår evolution?

## Varför utvecklades språket?
För att någonting ska utvecklas evolutionärt krävs ett urvalstryck, någon fördel som den nya egenskapen ger i det naturliga urvalet, något som gör att gener för den nya egenskapen blir vanligare och vanligare i befolkningen. Att egenskapen är bra för arten räcker inte, den måste vara bra specifikt för de individer som bär på den nya genen.
Språk är användbart till enormt mycket, och en individ som kan använda ett språk har idag en oerhörd fördel framför en som inte kan använda språk. Men frågan är vilken fördel språket gav en språkpionjär i en grupp stenåldersmänniskor? Många olika idéer har föreslagits:
- Jakt
- Redskapstillverkning
- Sex och samlevnad
- Vård, skola, omsorg
- Sociala relationer och politik
- Musik och sång
- Lekande barn
- Historieberättande